# Octet (Bax)

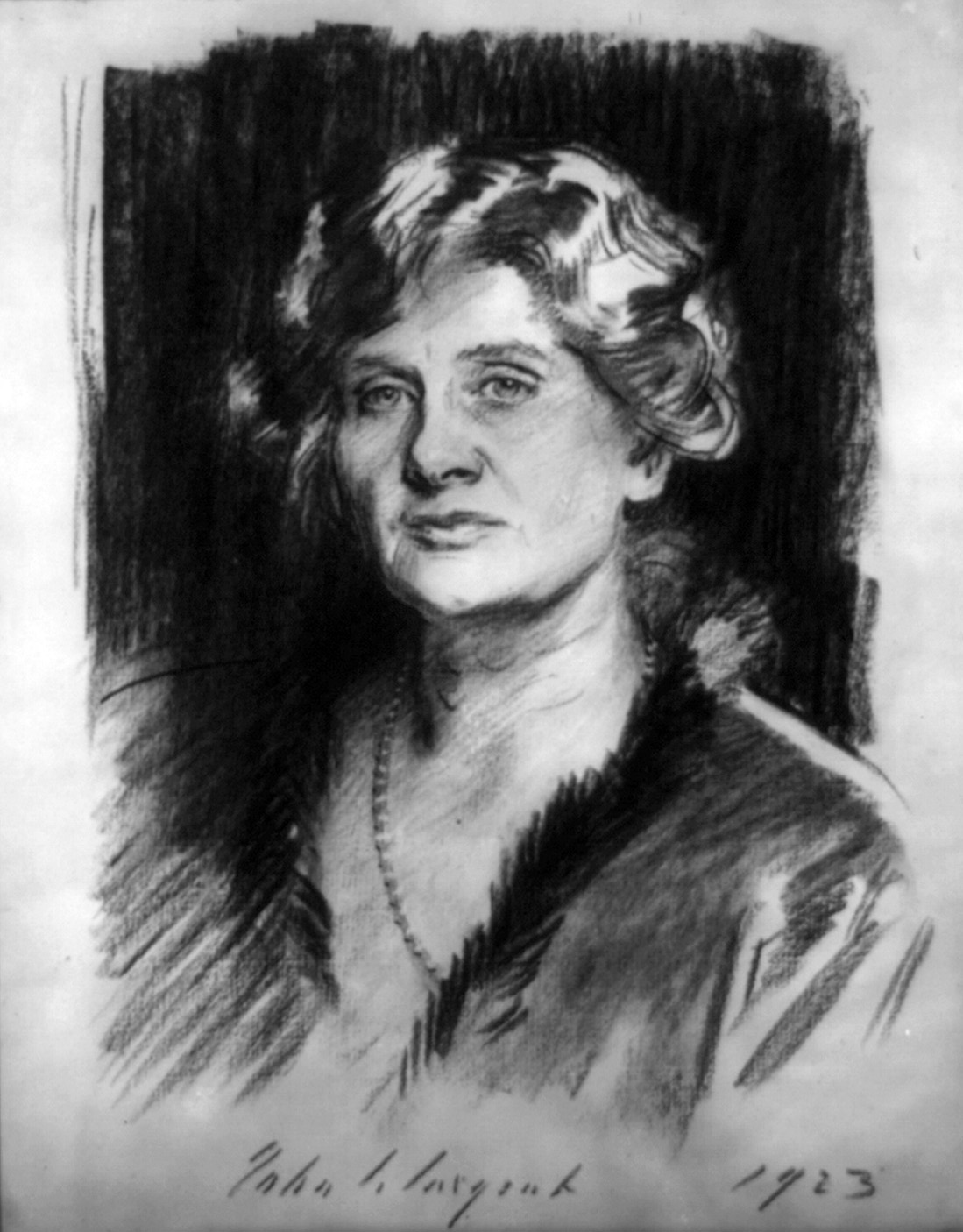
E. Sprague Coolidge in 1923

Arnold Bax voltooide zijn Octet in oktober 1934.
Bax schreef het werk voor de ongebruikelijke combinatie hoorn, piano, twee violen, twee altviolen, een cello en een contrabas. Hij had als de twee solisten voor ogen Aubrey Brain (vader van hoornist Dennis Brain) en Harriet Cohen. De werktitel van het stuk was Serenade en werd gecomponeerd in opdracht van Elizabeth Sprague Coolidge, pianiste en promotor van kamermuziek. Het was zijn felicitatie voor haar verjaardag. Als gelegenheidsmuziek werd het zelden uitgevoerd; het bleef een tijd lang alleen in manuscript, maar werd uitgegeven door Faber Music.
Het octet bestaat uit de delen Meditation, molto moderato en Scherzo, allegro.
Twee jaar later schreef Bax opnieuw een octet, ditmaal getiteld Threnodie en scherzo voor fagot, harp en strijksextet.
De eerste uitvoering vond plaats op 11 december 1936, tijdens een Bax-concert waarbij ook de Threnodie en scherzo werd gespeeld. Het concert van die avond werd onderbroken door de toespraak rondom de troonsafstand van Eduard VIII van het Verenigd Koninkrijk.